# (160) Una
(160) Una est un astéroïde de la ceinture principale.

## Description
(160) Una est un astéroïde de la ceinture principale découvert par C. H. F. Peters le 20 février 1876.

## Nom
Son nom provient d'un des personnages du poème épique de La Reine des fées d'Edmund Spenser.